# 미국 연방선거위원회
연방선거위원회(영어: Federal Election Commission, FEC)는 미국 연방정부의 독립기관으로 미국 선거자금 관련 법률을 집행하고 연방 선거를 감독한다. 1974년 연방선거활동법 개정과 함께 출범하였다. 연방선거관리위원회 등으로도 옮기며, 미국 선거관리위원회(EAC)와 구별하기 위해 EAC를 선거지원위원회 등으로 옮기기도 한다.

## 같이 보기
- 미국 선거관리위원회